# Maître Honoré
Maître Honoré est un peintre enlumineur actif dans le dernier quart du XIIIe siècle à Paris. Enlumineur le plus célèbre de son temps, cinq manuscrits lui sont attribués et de nombreux autres proviennent de son atelier ou sont inspirés de son art.

## Biographie
Plusieurs documents permettent de connaître certains éléments de sa vie. On sait qu'il réside rue Boutebrie, dans l'actuel 5e arrondissement de Paris où se trouve son atelier. C'est le cœur du quartier des artisans du livre, dans le Quartier latin. En 1288, un manuscrit des Décrétales de Gatien est acquis dans sa boutique. En 1292, il est mentionné dans le rôle de Taille ainsi qu'en 1293, 1299 et 1300. Le montant payé dans ces rôles est très important, ce qui indique un personnage de haut rang. Il est signalé aussi dans les comptes royaux de Philippe le Bel en 1296.
Son gendre, Richard de Verdun, actif entre 1288 et 1318, lui succède sans doute à la tête de son atelier où il est signalé en 1317. La fille de maître Honoré est elle-même une artiste-peintre enlumineur. Il a réalisé, entre 1310 et 1315, un Bréviaire royal de Saint-Louis de Poissy à la demande du roi Philippe le Bel. Son atelier est alors voisin de celui de son beau-père. Richard de Verdun est probablement l'enlumineur de la Bible de Jean de Papeleu.

## Œuvres attribuées

### Manuscrits attribués

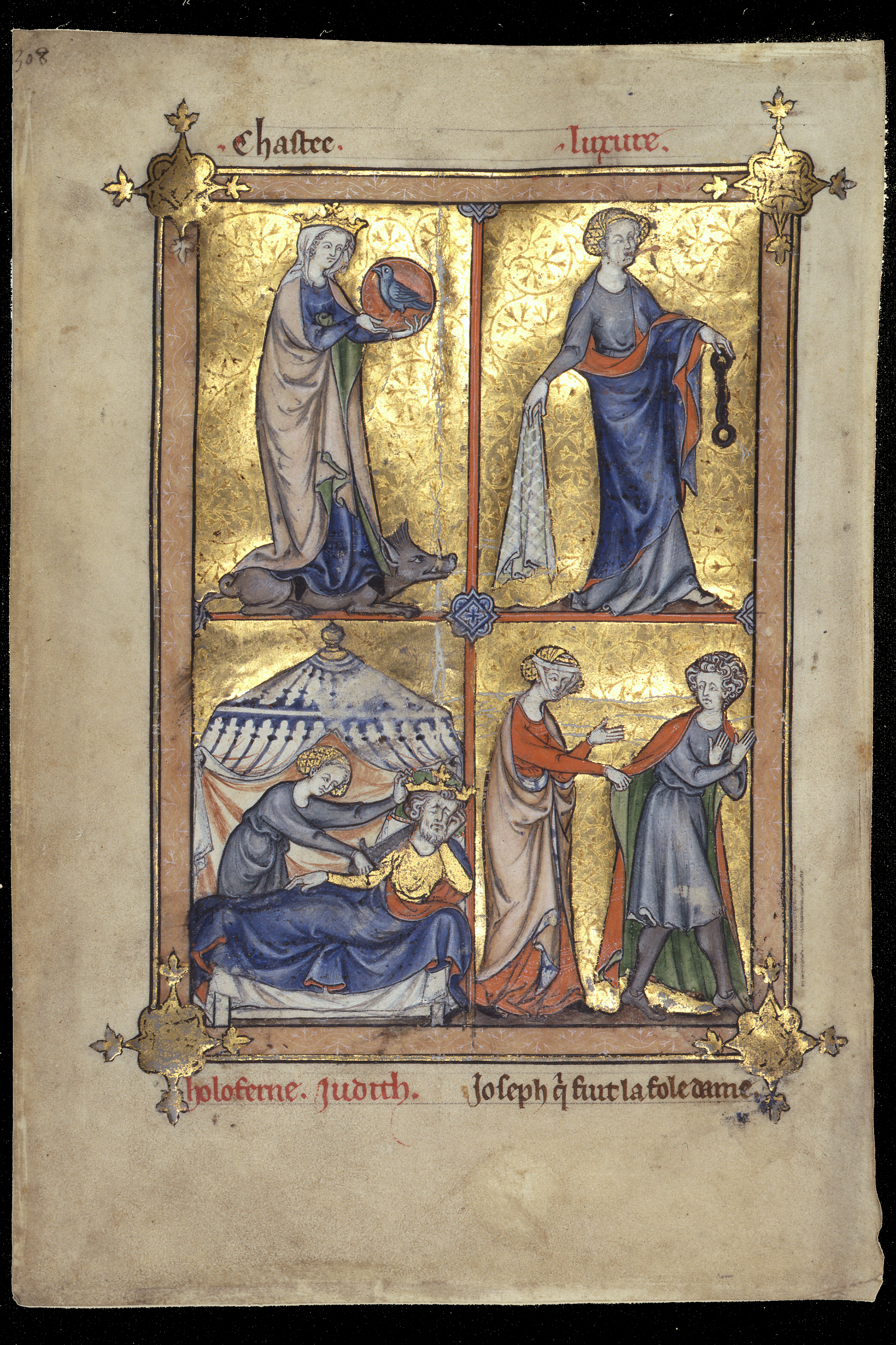
La Somme Le Roy, Fitzwilliam Museum

- Évangéliaire de la sainte-Chapelle, British Library, add. ms. 17341, vers 1276
- Décretales de Gratien, bibliothèque municipale de Tours, ms. 588, 1288[5]
- Bréviaire de Philippe le Bel, BNF, lat. 1023, avant 1296
- Somme le Roy, British Library, Add. ms. 54180[6] et deux folios au Fitzwilliam Museum, Cambridge (Ms.192 et Ms.368)[7], vers 1290-1300

### œuvres attribuées à l'atelier de Maître Honoré
- Heures de Nuremberg, avant 1295, Bibliothèque de la ville de Nuremberg, Solger 4.4°
- Somme le Roi, 1295, attribué à Richard de Verdun, gendre d'Honoré (?), Bibliothèque Mazarine, Paris, Ms.870[8]